# Ольшанка (Челябинская область)
Ольшанка — посёлок в Чесменском районе Челябинской области России. Входит в состав Черноборского сельского поселения.

## География
Посёлок находится на юго-востоке Челябинской области, в степной зоне, на берегах реки Чёрная, на расстоянии примерно 16 километров (по прямой) к северо-западу от села Чесма, административного центра района. Абсолютная высота — 310 метров над уровнем моря.

## Население
| 2002 | 2010 | 2011 | 2012 | 2013 |
| ---- | ---- | ---- | ---- | ---- |
| 17   | ↘0   | →0   | →0   | →0   |

## Улицы
Уличная сеть посёлка состоит из одной улицы (ул. Ленина).